# Anathallis lewisiae
Anathallis lewisiae là một loài thực vật có hoa trong họ Lan. Loài này được (Ames) Solano & Soto Arenas mô tả khoa học đầu tiên năm 2002.